# Бахтеї
Бахте́ї — село у Велізькому районі Смоленської області Росії. Входить до складу Селезнівського сільського поселення. Населення — 16 осіб (2007 рік).
Розташоване в північно-західній частині області за 13 км на північний-схід від Веліжа, за 13 км на північний-схід від автодороги Р 133 Смоленськ—Невель. За 80 км південніше села розташована залізнична станція Голінки на лінії Смоленськ—Вітебськ.

## Історія
В роки німецько-радянської війни село було окуповане німецькими військами в липні 1941 року, звільнено в вересні 1943 року.